# Hirochika Miyoshi
Hirochika Miyoshi (三好 洋央 Miyoshi Hirochika?, nacido el 17 de mayo de 1987 en Nagasaki) es un futbolista japonés que se desempeña como delantero.

## Trayectoria

### Clubes
| Club            | País  | Año         |
| --------------- | ----- | ----------- |
| Blaublitz Akita | Japón | 2010 - 2015 |
| Fujieda MYFC    | Japón | 2016 - 2017 |

## Estadística de carrera

### J. League
| Club            | Año   | J. League | J. League | Copa J. League | Copa J. League | Total | Total |
| Club            | Año   | Part.     | Goles     | Part.          | Goles          | Part. | Goles |
| --------------- | ----- | --------- | --------- | -------------- | -------------- | ----- | ----- |
| Blaublitz Akita | 2014  | 32        | 12        | -              | -              | 32    | 12    |
| Blaublitz Akita | 2015  | 17        | 3         | -              | -              | 17    | 3     |
| Fujieda MYFC    | 2016  | 28        | 6         | -              | -              | 28    | 6     |
| Fujieda MYFC    | 2017  | 16        | 2         | -              | -              | 16    | 2     |
| Total           | Total | 93        | 23        | 0              | 0              | 93    | 23    |